# Уссурийское викариатство
Уссури́йское викариа́тство — викариатство Владивостокской епархии Русской православной церкви. Расположено на территории уссурийского благочиния Владивостокской епархии.

## История
14 июня 1912 года Святейшим Синодом с Высочайшего соизволения было учреждено Никольск-Уссурийское викариатство Владивостокско-Камчатской епархии с назначением местопребывания викарного епископа во Владивостоке.
Возрождена решением Священного Синода Русской Православной Церкви от 26 декабря 2006 года. Продолжая традиции дореволюционной Никольск-Уссурийской епархии, служение викарного епископа связано как с Владивостокской епархией, так и с миссионерским попечением о Дальневосточных землях за пределами России

## Названия
- Никольск(о)-Уссурийская (1912—1923)
- Никольско-Уссурийская (Уссурийская?) (1930-e)
- Уссурийская (с 26 декабря 2006)

## Епископы
- 24 июня 1912 — 17 сентября 1918 — Павел (Ивановский)
- 4 декабря 1922 — 6 сентября 1923 — Павел (Введенский)
- июль — сентябрь 1931 — Герман (Коккель)
- 19 ноября — декабрь 1931 — Тарасий (Ливанов)
- 15 февраля 2007 — 31 марта 2009 — Сергий (Чашин)
- с 7 декабря 2010 — Иннокентий (Ерохин)

## Храмы Уссурийска

### Храмы

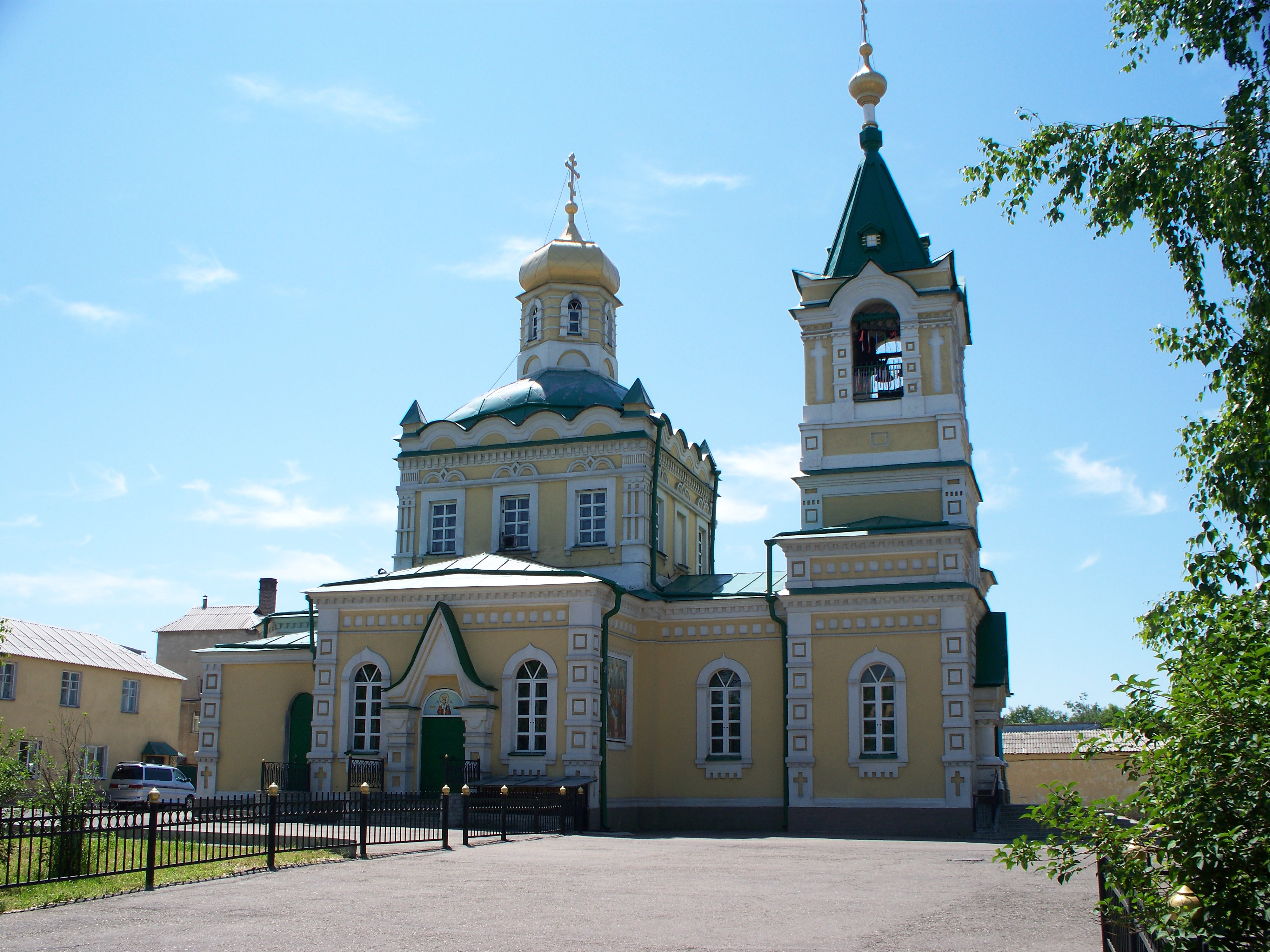
Храм Покрова Пресвятой Богородицы
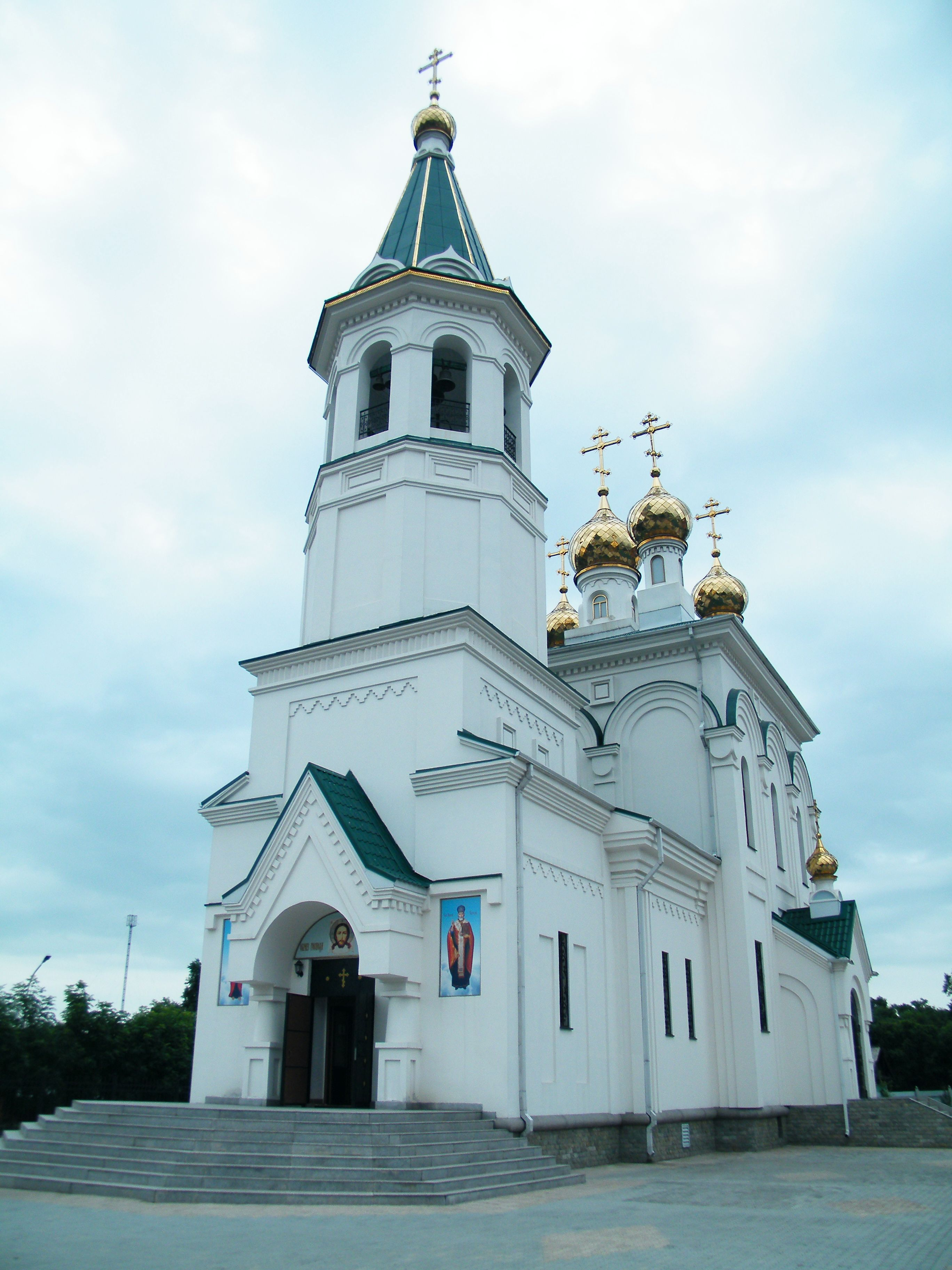
Храм Николая Чудотворца (перекрёсток ул. Комарова и Некрасова)
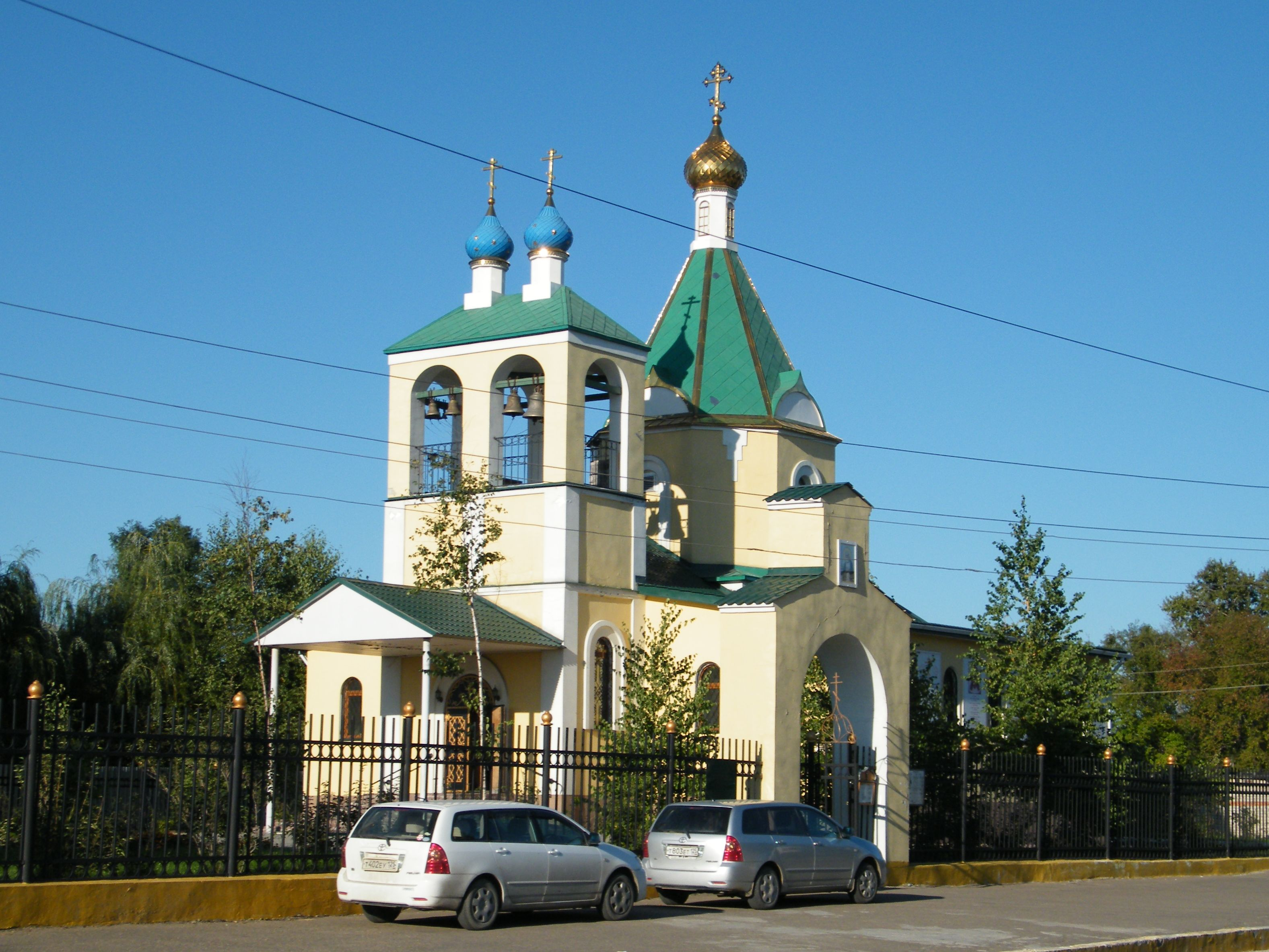
Храм Серафима Саровского в микрорайоне станции Уссурийск (ул. Слободская)
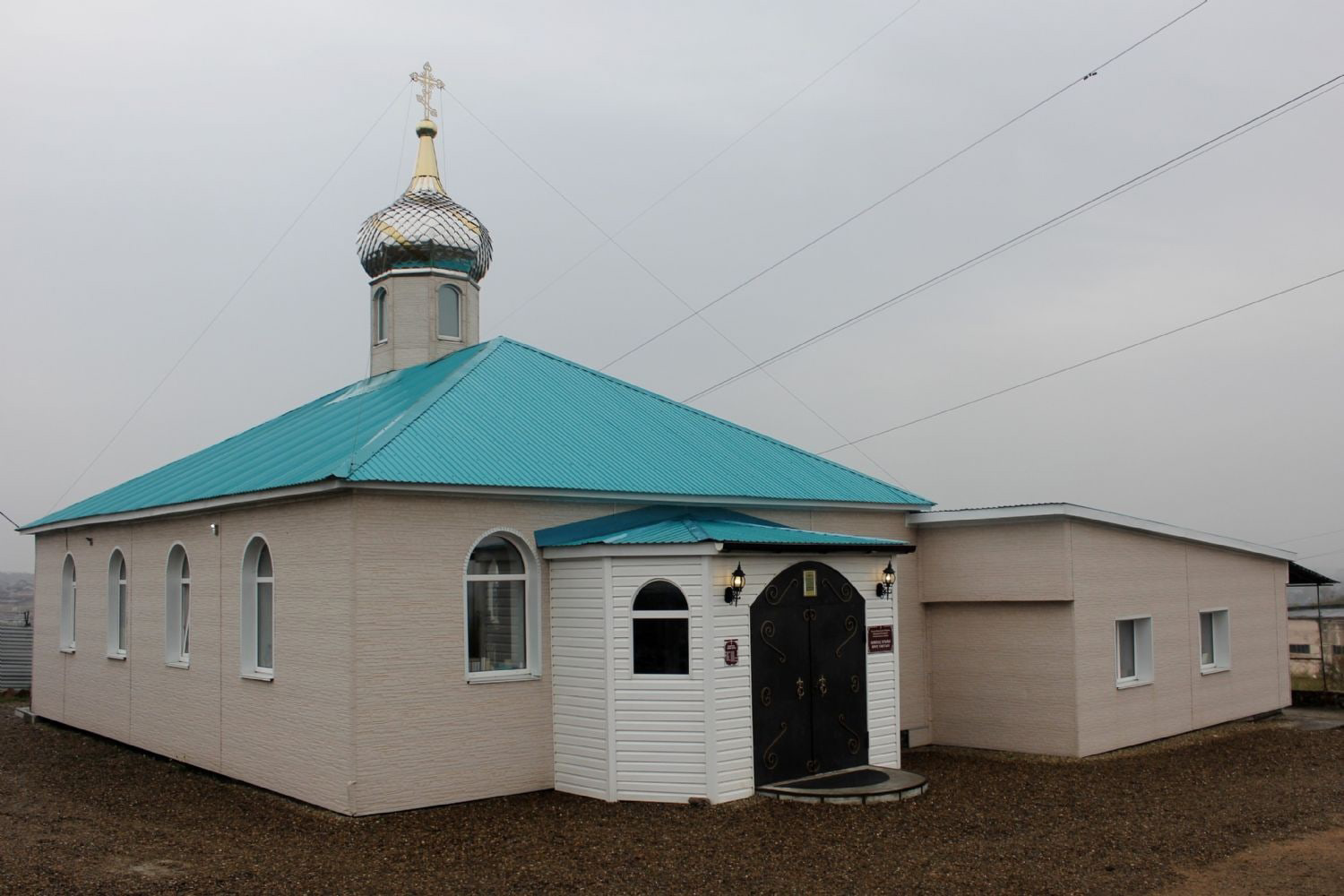
Храм Всех Святых
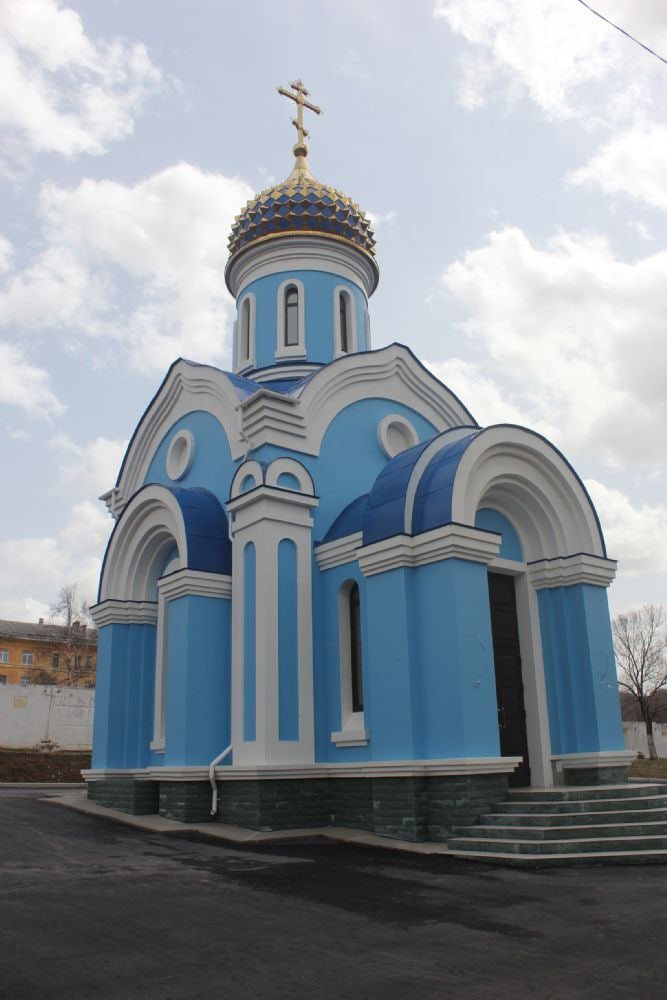
Храм Пророка Божия Илии
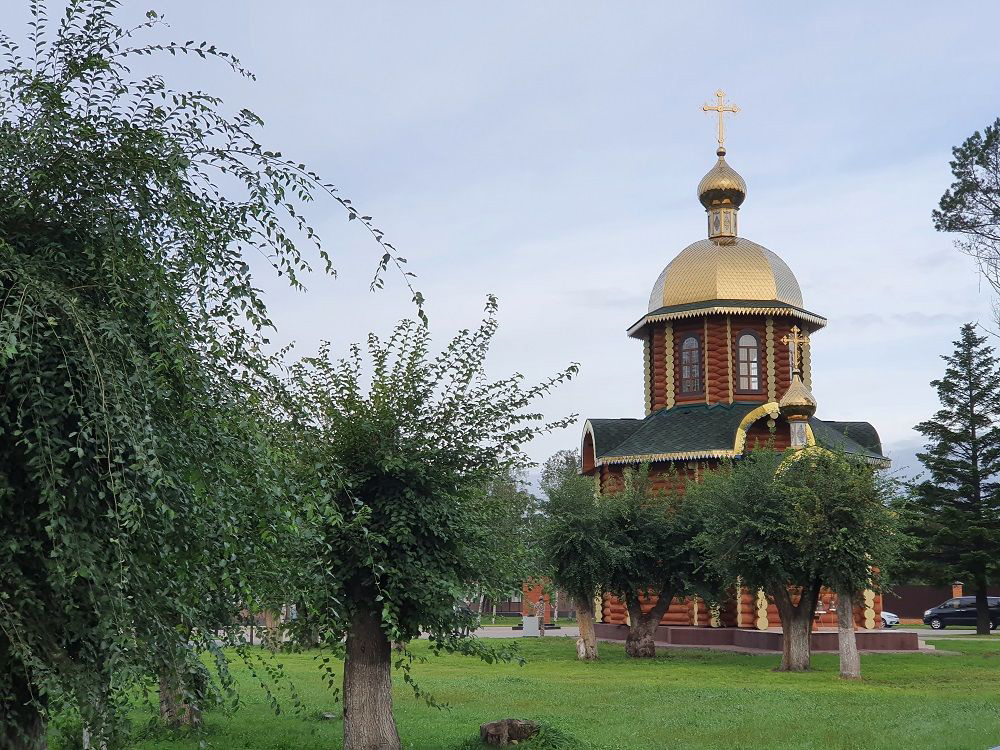
Храм Александра Невского в УСВУ
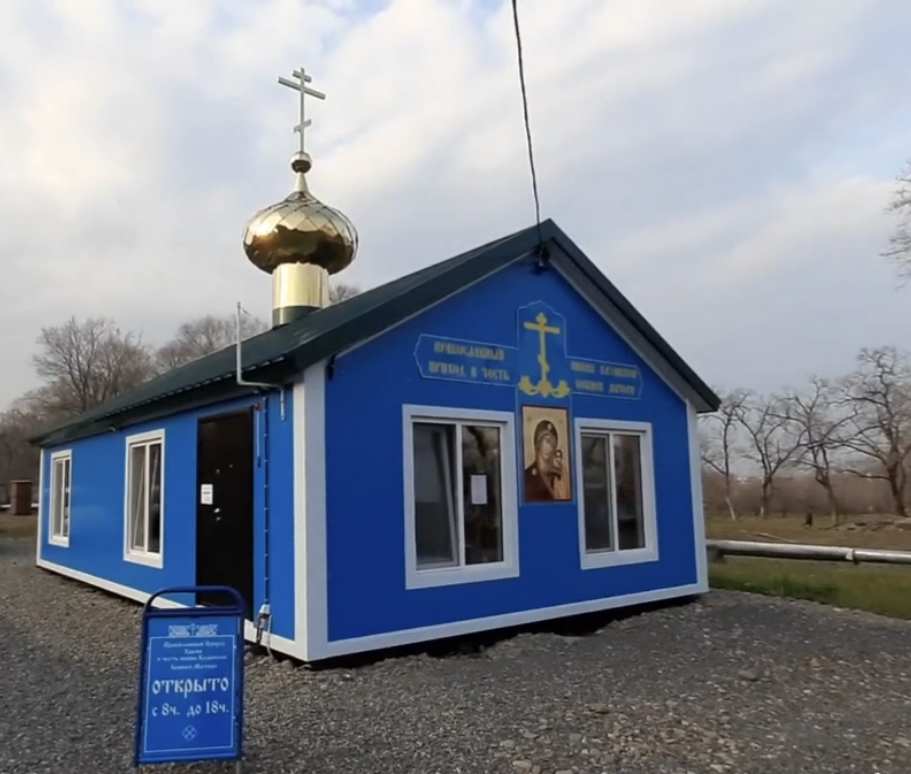
Храм Казанской иконы Божьей Матери(временный)

### Монастыри

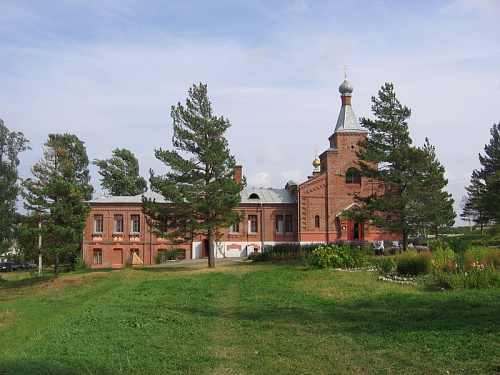
Богородице-Рождественский женский монастырь (Линевичи)

### Домовые Храмы

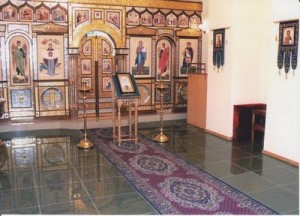
Домовой Храм Порт-Артуровской Иконы Божией Матери в штабе 5-й армии

### Часовни

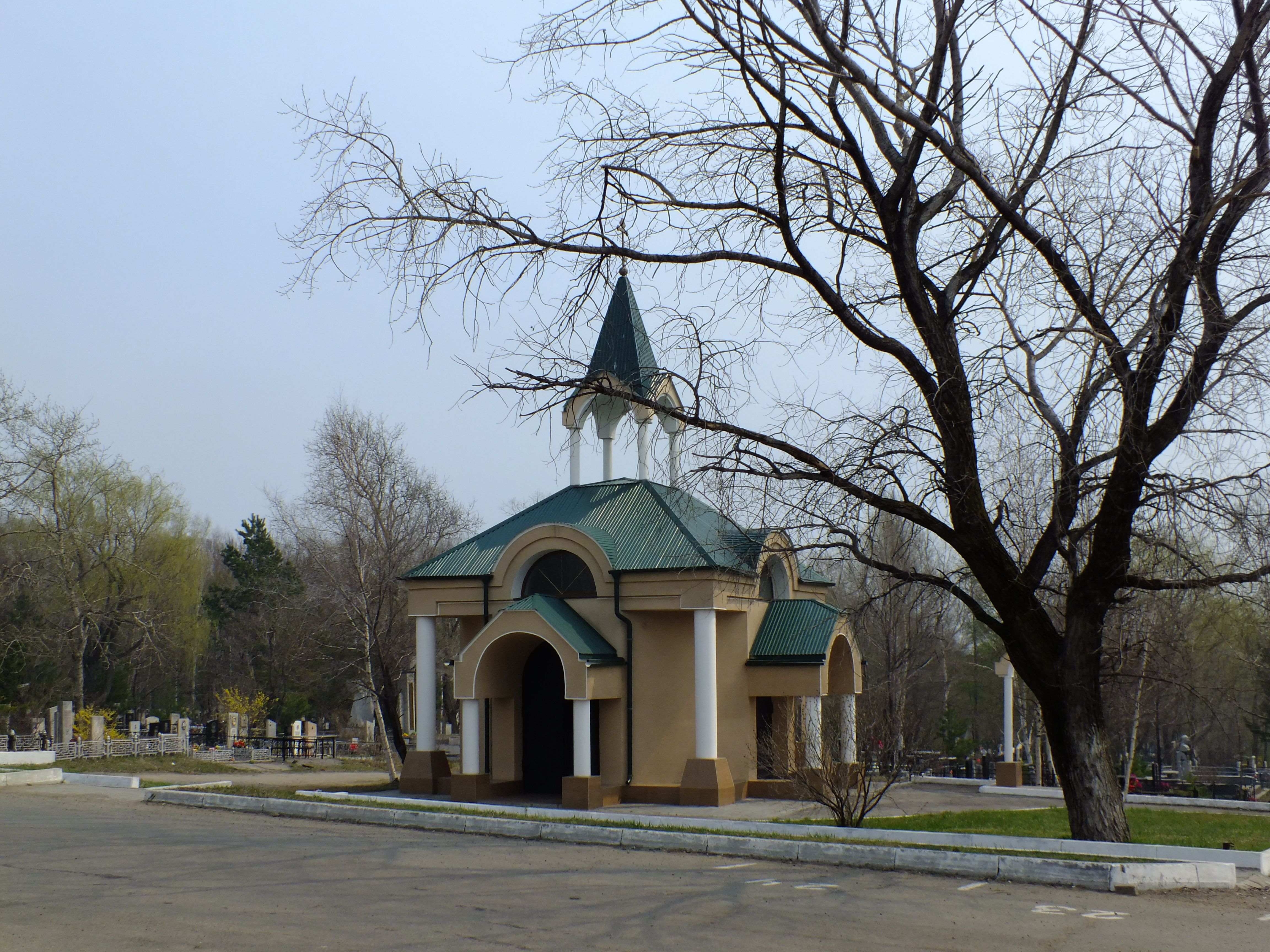
Часовня в честь Воскресения Господня на Уссурийском кладбище